# Piramide pentagonale giroelongata
In geometria solida, la piramide pentagonale giroelongata è un solido con 16 facce che può essere costruito, come intuibile dal suo nome, "giroallungando" una piramide pentagonale attraverso l'aggiunta di un antiprisma pentagonale alla sua base.

## Caratteristiche
Nel caso in cui tutte le sue facce siano poligoni regolari, la piramide pentagonale giroelongata diventa uno dei 92 solidi di Johnson, in particolare quello indicato come J11, ossia un poliedro strettamente convesso avente come facce dei poligoni regolari ma comunque non appartenente alla famiglia dei poliedri uniformi.
Questa piramide giroelongata può anche essere vista come un "icosaedro diminuito", ossia un icosaedro regolare a cui è stata "tagliata via", tramite l'intersezione con un piano, una piramide pentagonale (J2). Altri solidi di Johnson che si possono generare rimuovendo più piramidi pentagonali da un icosaedro regolare sono l'icosaedro metabidiminuito, ottenuto rimuovendo due piramidi pentagonali adiacenti, e l'icosaedro tridiminuito, ottenuto rimuovendone tre. La rimozione da un icosaedro regolare di due piramidi pentagonali non adiacenti genera invece un antiprisma pentagonale, non classificabile  come solido di Johnson. 

## Formule
Considerando una piramide pentagonale giroelongata avente come facce dei poligoni regolari aventi lato di lunghezza {\displaystyle a}, le formule per il calcolo del volume {\displaystyle V}, della superficie {\displaystyle A} e dell'altezza {\displaystyle h} risultano essere:
{\displaystyle V=a^{3}\left({\frac {5{\sqrt {6+2{\sqrt {5}}}}}{2}}\cdot {\frac {{\sqrt {5}}+1}{3(10-2{\sqrt {5}})}}+{\frac {5+{\sqrt {5}}}{24}}\right);}
{\displaystyle A={\frac {a^{2}}{4}}\left(15{\sqrt {3}}+{\sqrt {25+10{\sqrt {5}}}}\right);}
{\displaystyle h=a\left({\sqrt {1-{\frac {4}{10+2{\sqrt {5}}}}}}+{\sqrt {\frac {5-{\sqrt {5}}}{10}}}\right).}

## Poliedro duale
Il poliedro duale della piramide pentagonale giroelongata ha facce diverse: cinque aquiloni, un pentagono regolare e cinque pentagoni irregolari.
| Poliedro duale | Sviluppo piano del duale |
| -------------- | ------------------------ |
|                |                          |